# Antomieszki
Antomieszki [pronunciación en polaco: /antɔˈmjɛʂki/] (en alemán: Antmeschken) es un pueblo ubicado en el distrito administrativo de Gmina Banie Mazurskie, dentro del Condado de Irłdap, Voivodato de Varmia y Masuria, en Polonia del norte, cercano a la frontera con el Kaliningrad Oblast de Rusia. Se encuentra aproximadamente a 10 kilómetros al norte de Banie Mazurskie, a 21 kilómetros al oeste de Irłdap, y a 115 kilómetros al noreste de la capital regional Olsztyn.
Antes de que 1945, el área era parte  de Alemania (Del este Prussia).